# 루베이구

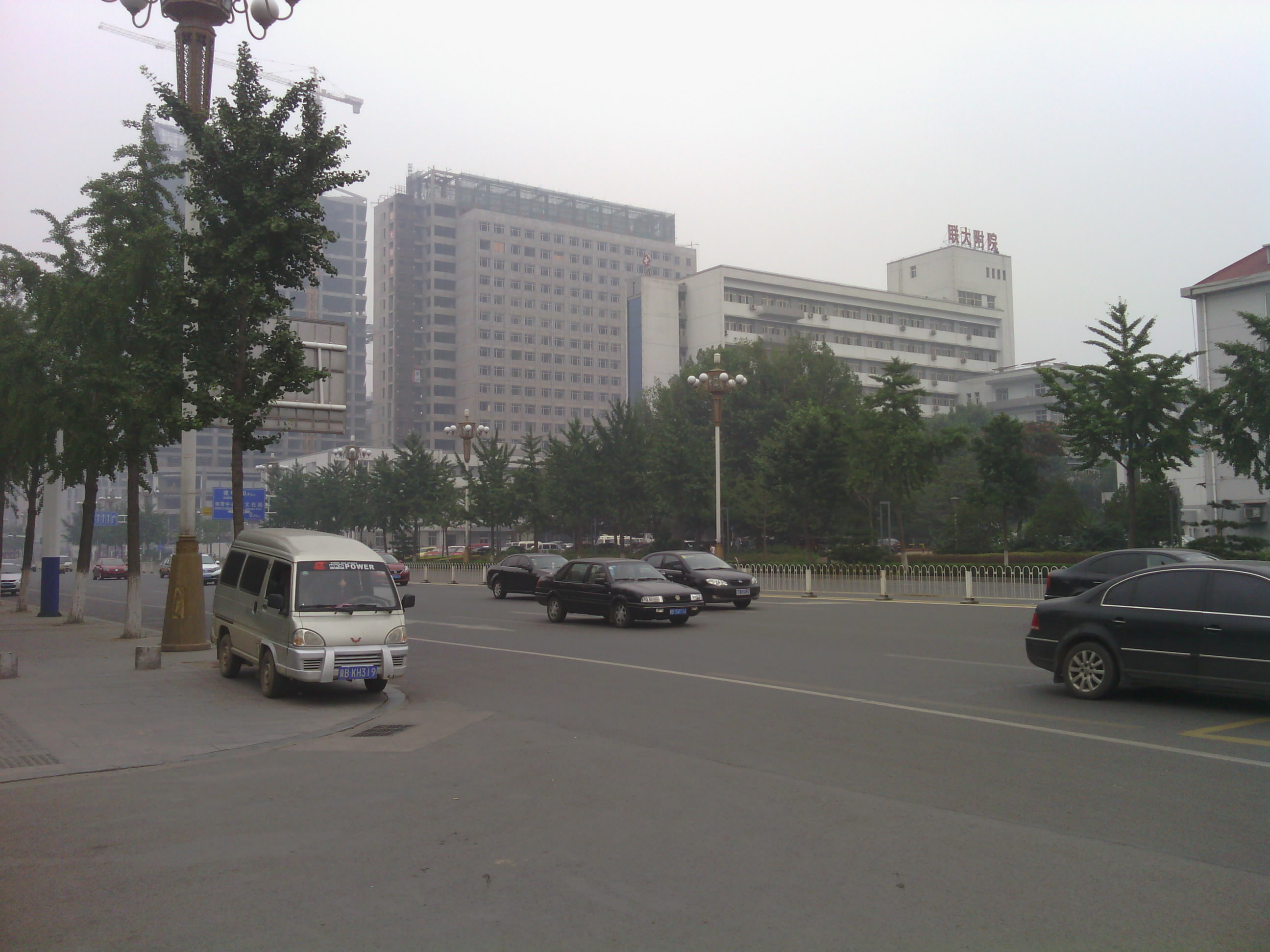

루베이구(한국어: 노북구, 중국어: 路北区, 병음: Lùběi Qū)는 중화인민공화국 허베이성 탕산 시의 행정구역이다. 넓이는 113km2이고, 인구는 2007년 기준으로 660,000명이다.

## 지리
평균해발고도는 21.5m이다. 연평균 기온은 11.1°C이고 연평균 강수량은 625mm이다.

## 행정 구역
10개 가도, 1개 향을 관할한다.
- 가도：乔屯街道、文化路街道、钓鱼台街道、东新村街道、缸窑街道、机场路街道、河北路街道、龙东街道、大里街道、光明街道。
- 향 : 果园乡。